# Calamodes subscudularia
Calamodes subscudularia là một loài bướm đêm trong họ Geometridae.